# مكتبة يوركفيل
تم بناء فرع يوركفيل لمكتبة نيويورك العامة في عام .1902  تمت إضافتها إلى السجل الوطني للأماكن التاريخية في عام 1982.